# Trashilhünpo
| Tibetische Bezeichnung                                      |
| ----------------------------------------------------------- |
| Tibetische Schrift: བཀྲ་ཤིས་ལྷུན་པོ་                             |
| Wylie-Transliteration: bkra shis lhun po                    |
| Offizielle Transkription der VRCh: Zhaxilhünbo              |
| THDL-Transkription: Trashilhünpo                            |
| Andere Schreibweisen: Tashihlünpo, Tashilhunpo, Tashilhümpo |
| Chinesische Bezeichnung                                     |
| Traditionell: 扎什倫布寺                                    |
| Vereinfacht: 扎什伦布寺                                     |
| Pinyin:Zhāshílúnbù Sì                                       |

Das Kloster Trashilhünpo (tib.: bkra shis lhun po) liegt im Westen des Stadtbezirks Samzhubzê der Stadt Xigazê im Autonomen Gebiet Tibet der Volksrepublik China. Es ist der traditionelle Sitz des Penchen Lama.

## Geschichte

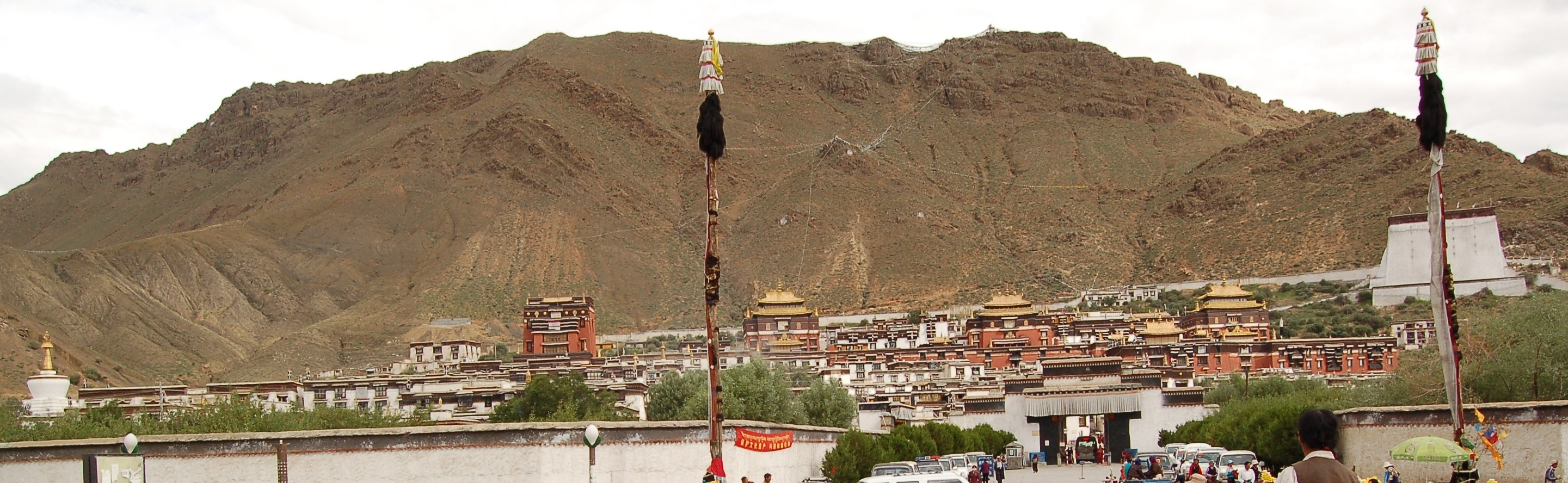
Gesamtansicht des Klosters Trashilhünpo

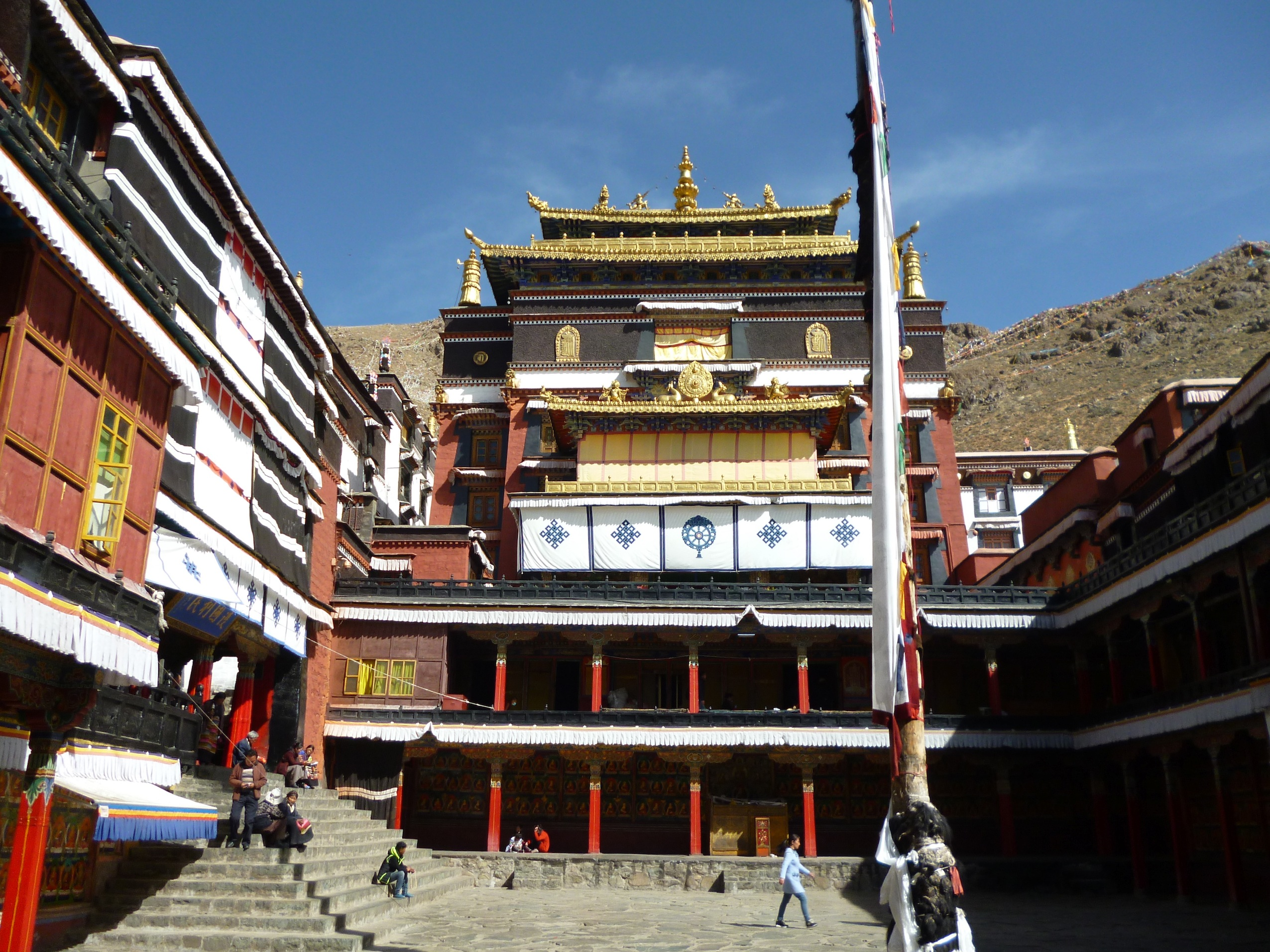
Zentraler Tempel und Sitz des Penchen Lama von Trashilhünpo

Das Kloster wurde 1447 von Gendün Drub gegründet. Gendün Drub war einer der beiden wichtigsten Schüler des Tsongkhapa, dem großen Reformator, der die Gelug-Tradition gründete. Gedün Drub wurde später (rückwirkend) als erster Dalai Lama eingeordnet. Trashilhünpo ist eine der ganz großen Klosteruniversitäten der Gelug-Schule zur Ausbildung von buddhistischen Gelehrten (Geshe).
Penchen Lobsang Chökyi Gyeltshen wurde 1601 Abt von Trashilhünpo. Er war der Erste, der den Titel „Penchen Lama“ – einer der wichtigsten Autoritäten des tibetischen Buddhismus – trug, obwohl er später als vierte Inkarnation bezeichnet wurde. Seit damals ist Trashilhünpo der Sitz des Penchen Lama. Lobsang Chökyi Gyeltshen wurde der wichtigste Studienleiter des 5. Dalai Lama und ließ das Kloster vergrößern.
Während der Kulturrevolution wurden Teile des Klosters zerstört, darunter die Grabstupas des 5. bis 9. Penchen Lama. Von ursprünglich 5000–7000 Mönchen wurden die meisten inhaftiert oder ermordet, ca. 250 flüchteten ins Ausland, wo sie das Kloster im Exil wieder errichteten. Erst in den 80er Jahren wurden die Einschränkungen der Religionsausübung gelockert und das Kloster wieder aufgebaut.
1982 stellte die chinesische Zentralregierung mehrere Tonnen Gold, Silber und Bronze für die Wiederherstellung zur Verfügung. Mit Spenden der Regierung von Tibet und des damaligen Regierungsbezirks Xigazê (heute: Stadt Xigazê) sowie persönlichen Spenden des 10. Penchen Lama und vieler Gläubigen wurde das Kloster bis Ende der 80er Jahre wiederaufgebaut.
Die Große Maitreya-Statue von Trashilhünpo wurde 1904, 1957 und 1985 jeweils rituell mit einer Kasaya neu eingekleidet.
Am 30. Januar 1989 unterzeichnete Li Peng den Beschluss zur Errichtung eines Grabstupas für den 10. Penchen Lama, der im August 1993 fertiggestellt wurde.
Der von der chinesischen Regierung anerkannte 11. Penchen Lama Gyeltshen Norbu wird vom gegenwärtigen 14. Dalai Lama nicht als legitime Reinkarnation anerkannt.

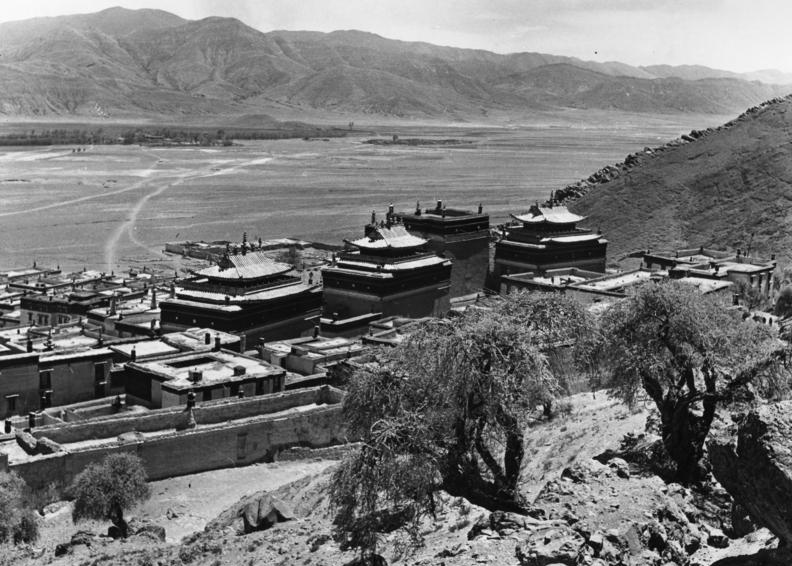
Trashilhünpo 1939
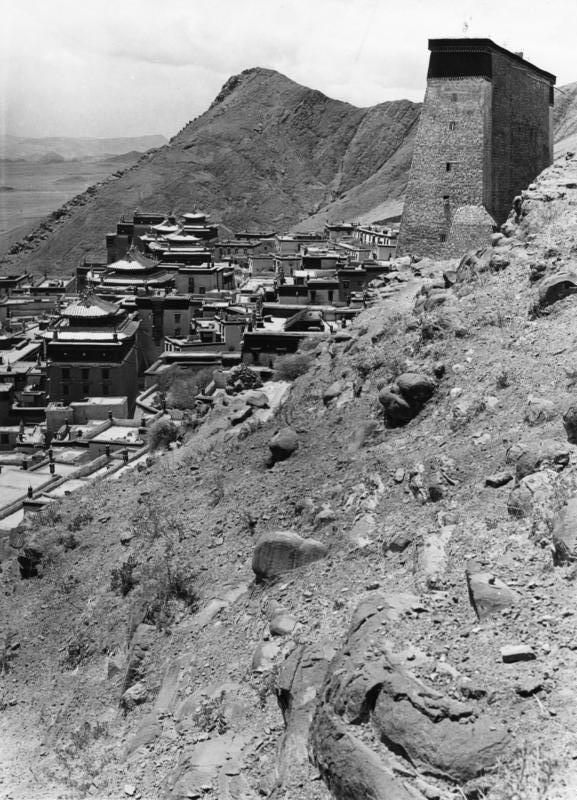
Trashilhünpo 1939
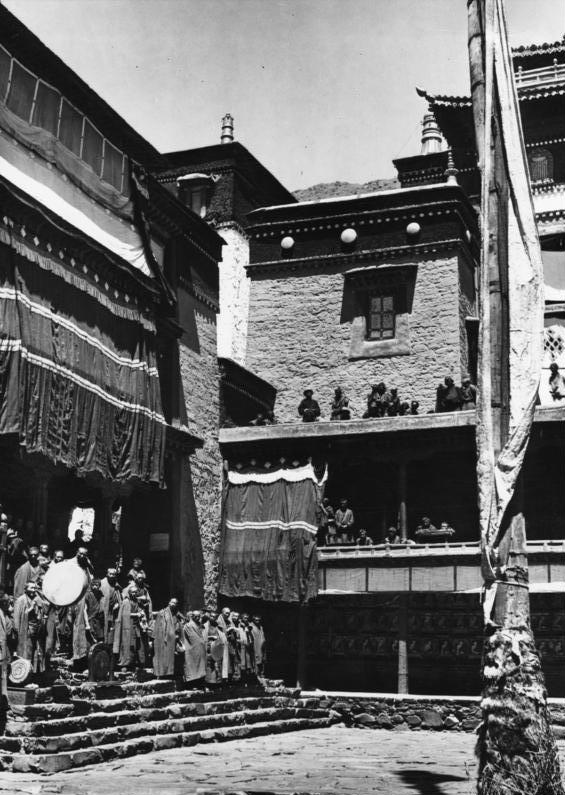
Trashilhünpo 1939
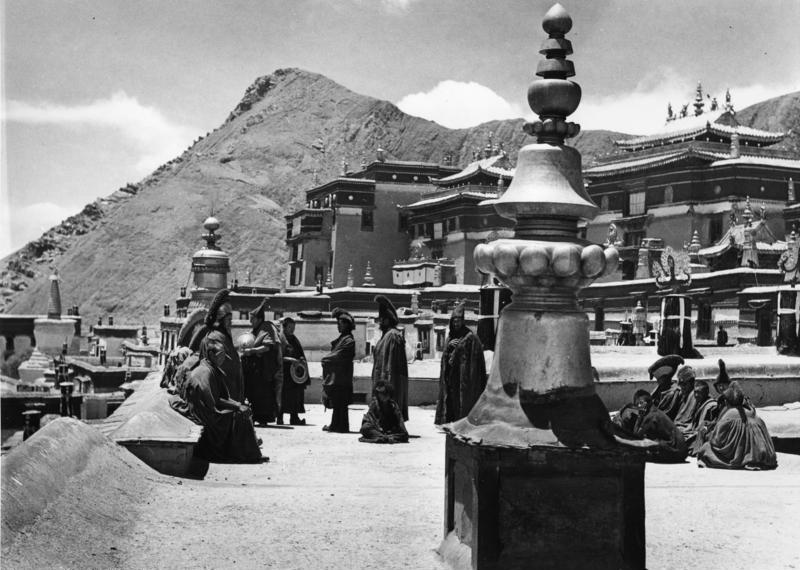
Mönche in Trashilhünpo 1939
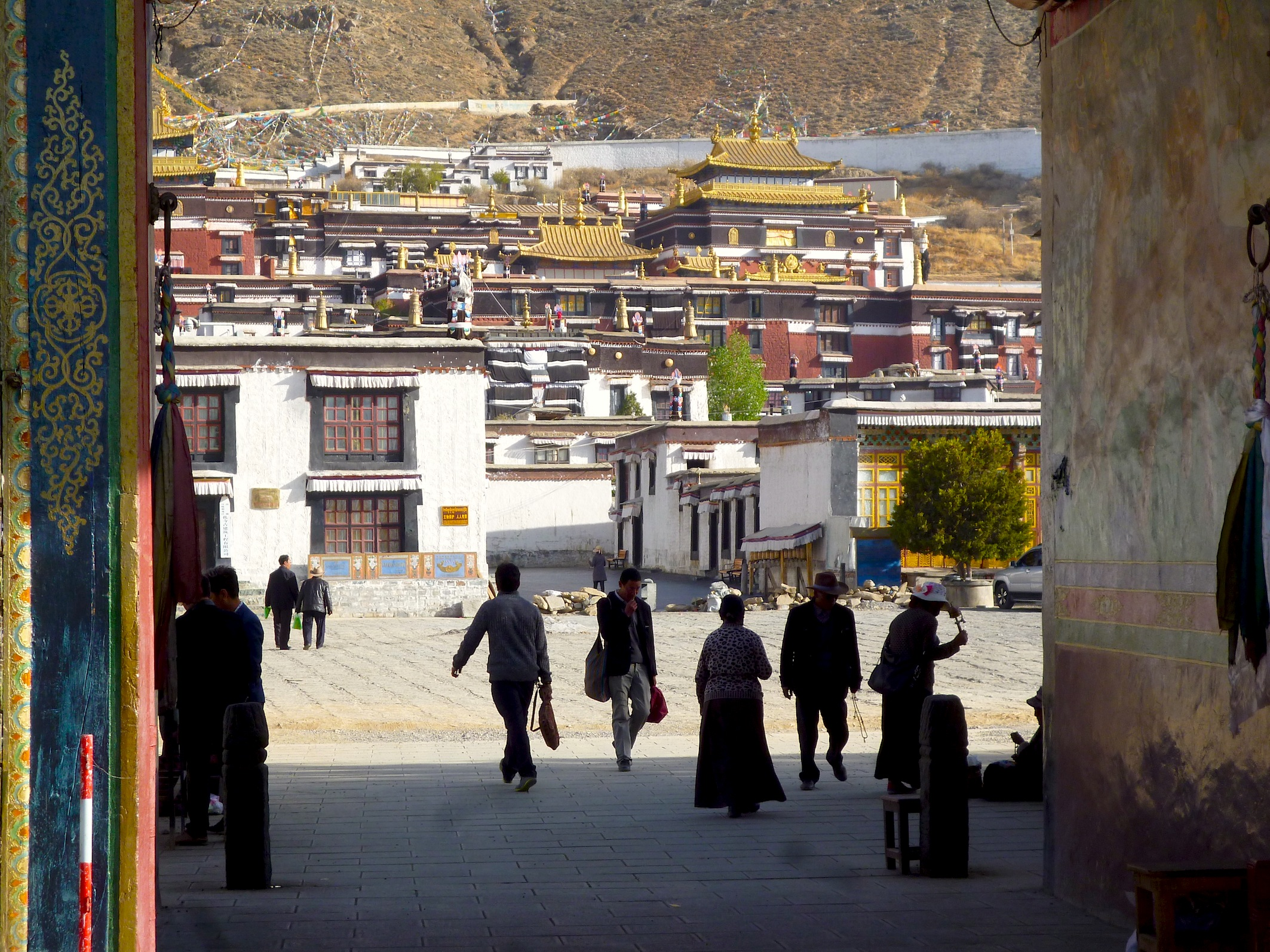
Eingang zur Trashilhünpo-Klosteranlage 2015
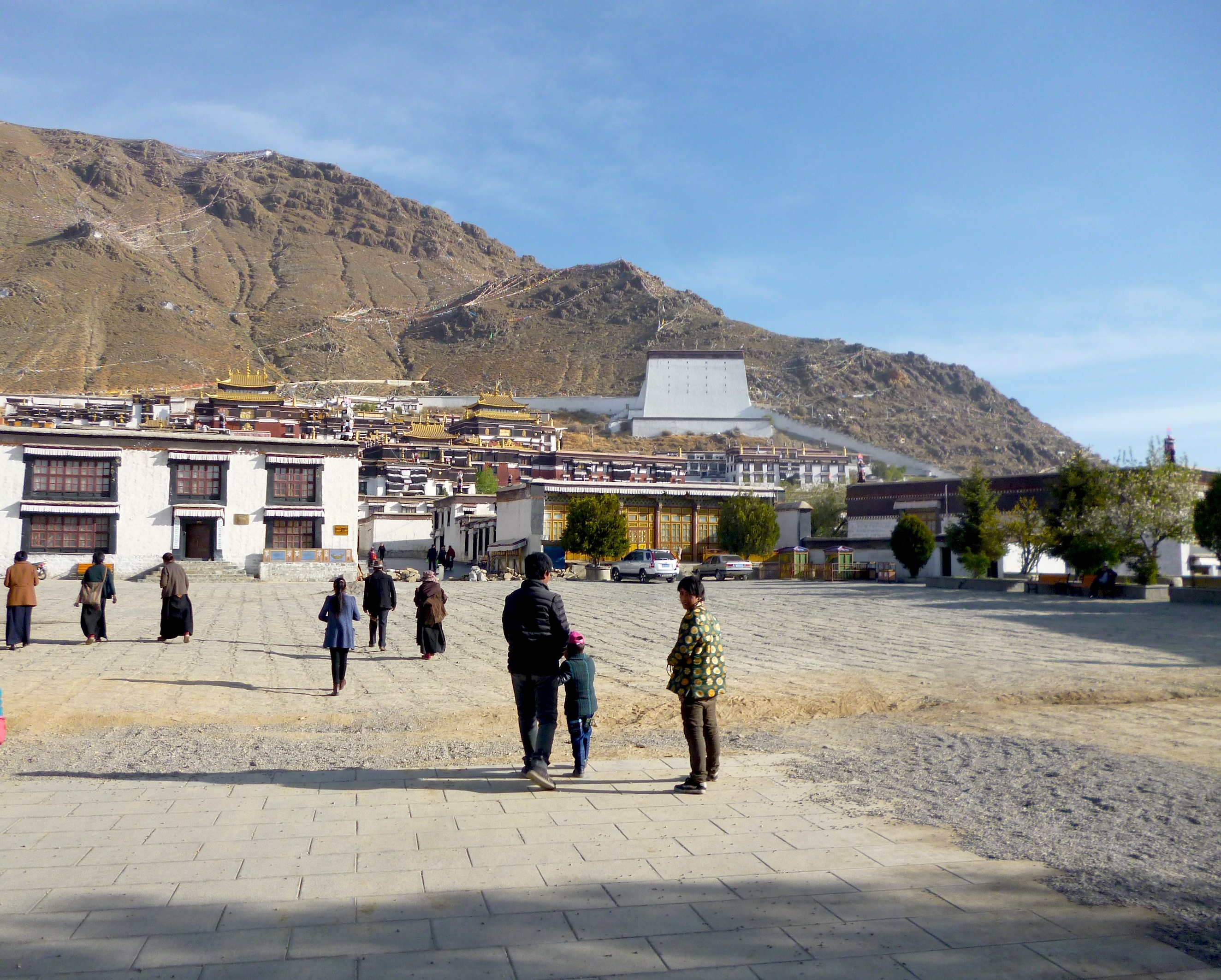
Gesamtansicht der Klosteranlage
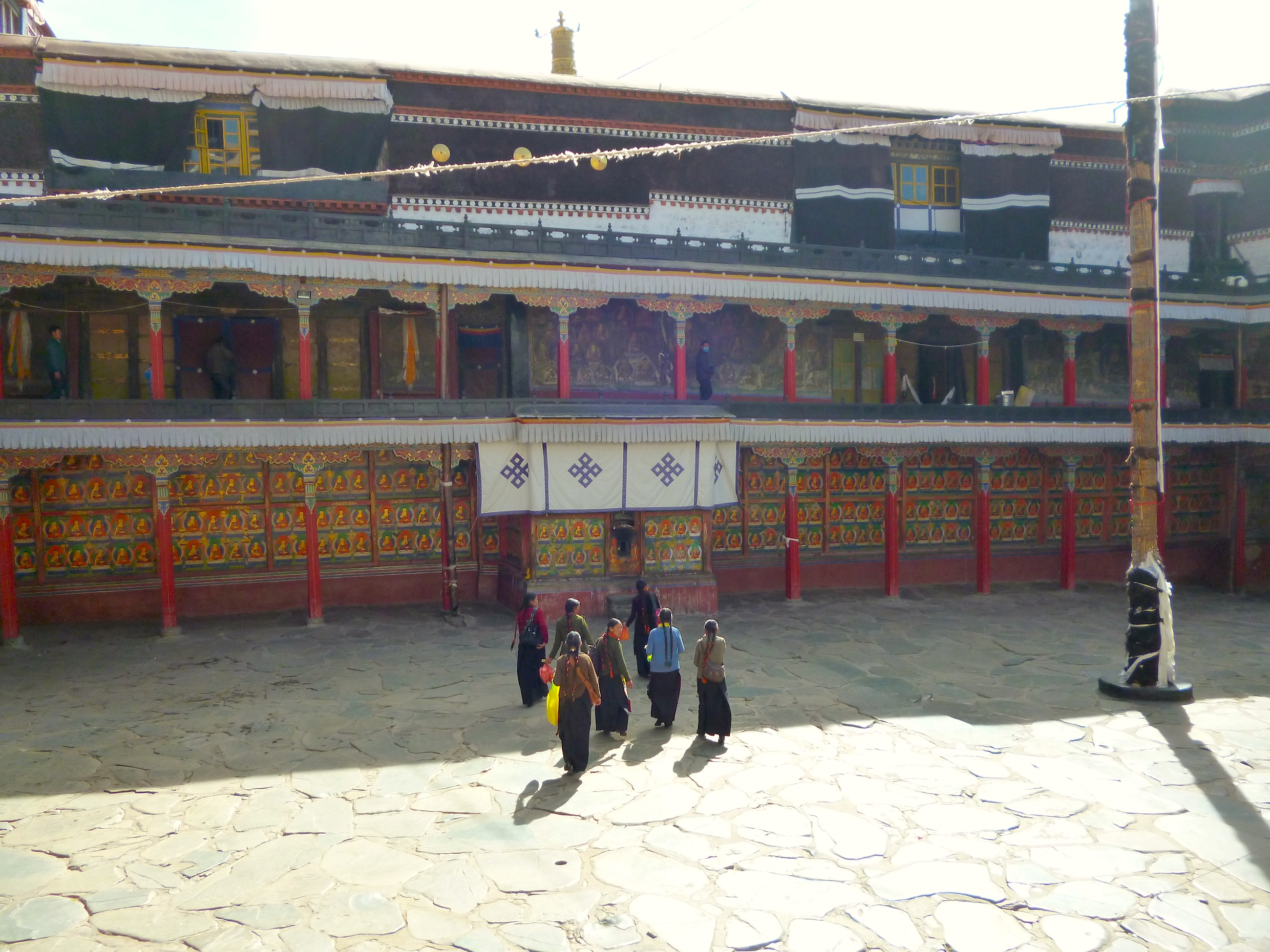
Pilgerinnen im Innenhof des Klosters

## Architektur
Das Kloster Tashilhünpo nimmt eine Fläche von 18,5 Hektar ein. Die größten Gebäude, im Zentrum des Klosterkomplexes, ist die Maitreya-Halle und die Halle mit den Grabstupas der Penchen Lamas.
In der Maitreya-Halle befindet sich eine 26,2 m hohe Statue eines sitzenden Buddhas (es handelt sich um den zweithöchsten in einer Halle sitzenden Buddha der Welt – nach dem Daibutsu des Tōdai-ji von Nara) aus Gold und Bronze, dekoriert mit Edelsteinen und Korallen, die 1914 unter dem 9. Penchen Lama Lobsang Thubten Chökyi Nyima von 900 Arbeitern in neun Jahren errichtet worden sein soll.
Einige Stupas in der Halle der Grabstupas enthalten die sterblichen Überreste mehrerer Penchen Lamas und andere Reliquien (tib. ring gsal). Auch der 10. Penchen Lama Thrinle Lhündrub Chökyi Gyeltshen ist hier beigesetzt. Sein Stupa ist mit 614 kg Gold, 868 wertvollen Steinen und 246.794 Juwelen geschmückt. Der 1993 errichtete Stupa ist das wertvollste Grabmal in ganz China seit 1950.
Neben noch zahlreichen anderen Statuen beherbergt das Kloster auch zahlreiche Wandmalereien, Meisterstücke buddhistischer Kunst.

## Cham
Der religiöse Tanz cham (chin. qiangmu) des Klosters steht auf der Liste des immateriellen Kulturerbes der Volksrepublik China (III-22 (125) Rikaze Zhashilunbu si qiangmu 日喀则扎什伦布寺羌姆).

## Denkmal
Das Kloster steht seit 1961 auf der Liste der Denkmäler der Volksrepublik China (1-109).